# Salamoni döntés

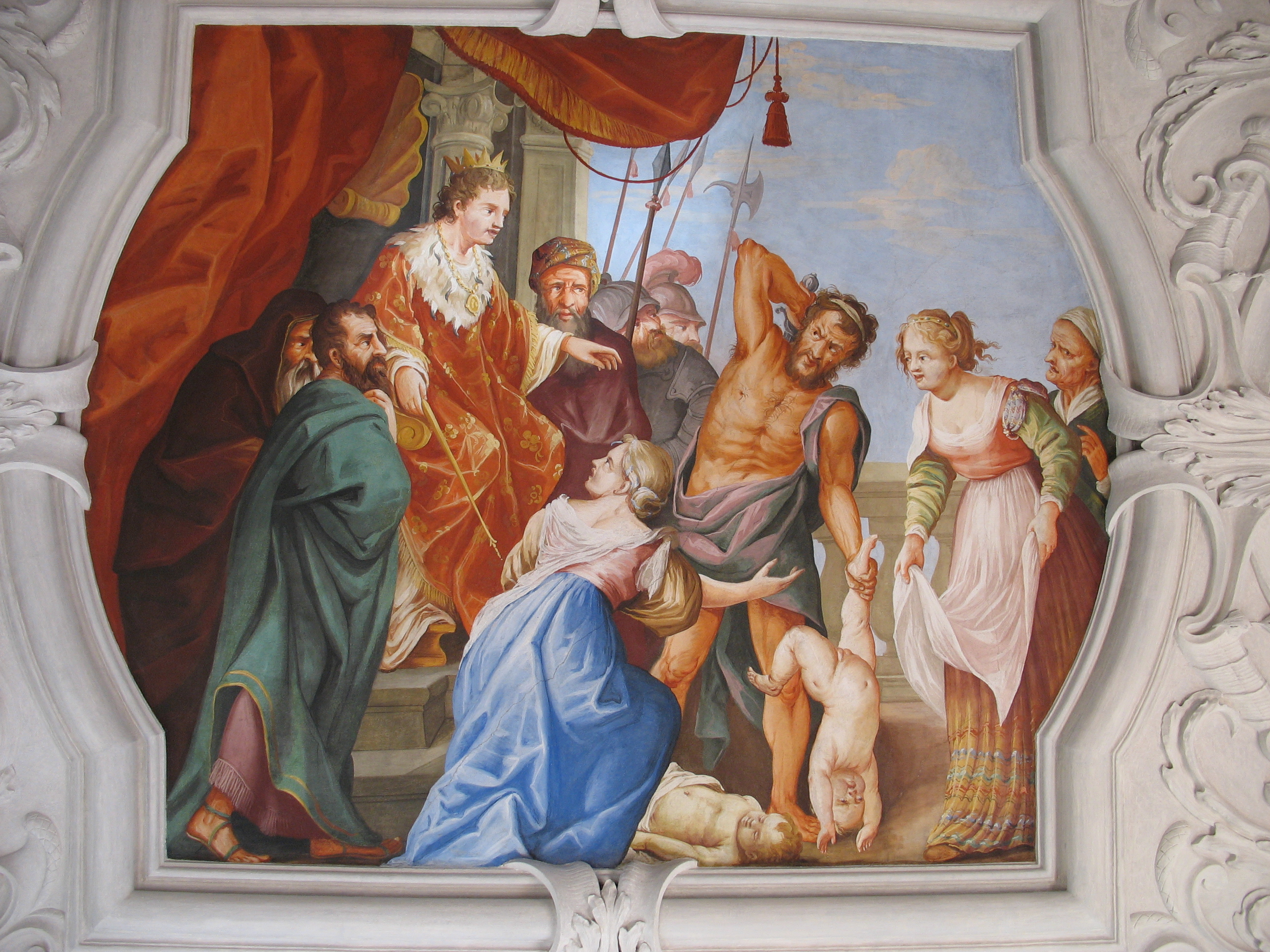
17. századi mennyezetfreskó

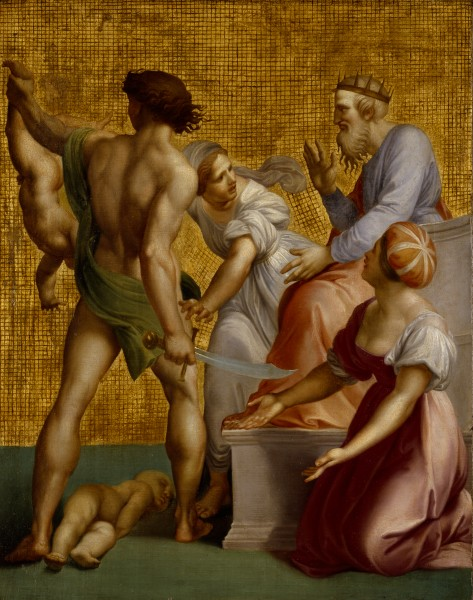
Giuseppe Cades (18. század) olajfestménye

A salamoni döntés bibliai történet, a Királyok I. könyve 3. részében található.
A történet szerint volt két parázna nő, akik egy házban laktak. Három nap különbséggel szültek, de az egyik egy éjszaka véletlenül agyonnyomta a gyermekét. Mikor észrevette, hogy a fiú meghalt, átosont a másik nőhöz, és kicserélte a holt gyereket az élővel. A másik asszony csak a reggeli fényben látta, hogy nem is a saját gyermeke a halott, akit az éjszaka hiába próbált szoptatni, és Salamon király (i.e. 970 -928) elé vitte az ügyet. Miután mindkét nő hosszan hajtogatta, hogy az élő gyerek a sajátja, a király hozatott egy kardot azzal, hogy ketté fogja vágatni az élő gyermeket, mert úgy lesz igazságos, ha a két nő a fele-felét kapja. „Se enyim, se tied ne legyen; vágjátok ketté” – egyezett bele az a nő, amelyiknek a fia meghalt, a gyerek anyja azonban ijedten tiltakozott, mondván hogy inkább adják az élő gyermeket annak, akié meghalt. Ebből Salamon kitalálta, hogy mi az igazság, és a gyermeket visszaadta az igazi anyának.
Ez a bibliai történet különösen ismert, és a „salamoni ítélet” több nyelven is fogalommá vált. A salamoni ítélet fogalmát azonban sokszor olyan kiegyenlített döntés értelmében használják, aminél végül mindkét fél részt kap, tehát korántsem az eredeti történet értelmében.
Vándorlegendává vált, és a történetnek számos művészi feldolgozása is létezik, például Giacomo Carissimi, Marc-Antoine Charpentier és Georg Friedrich Händel oratóriumai, Louis-Charles Caigniez, Louis-Charles Caigniez drámája, Alexander Zemlinsky operája, és Bertolt Brecht Kaukázusi krétakör című drámája is ezen alapul.